# Leif Yli
Leif Bernhard Yli (nascido em 11 de outubro de 1942) é um ex-ciclista norueguês que participava em competições de ciclismo de estrada.
Competiu nos Jogos Olímpicos de Verão de 1968 na Cidade do México, onde terminou na quinta posição nos 100 km contrarrelógio por equipes com a equipe norueguesa.